# Trigonometrija
Beseda trigonometríja izhaja iz grških besed trigonon - trikotnik + metria - merjenje. Ta veja matematike se je razvila iz preučevanja trikotnika in odnosov med njegovimi stranicami in koti. K razvoju trigonometrije sta veliko pripomogla astronomija in delitev kroga na 360°. Pri Egipčanih je razvoj trigonometrije potekal vzporedno z gradnjo piramid.
V sredini 15. stoletja je nemški astronom in matematik Regiomontan objavil vse dotedanje znanje trigonometrije, kar je vplivalo na razvoj te veje po vsej Evropi. Razvoj trigonometrije je povezan s tehničnim razvojem.
Osnova trigonometrije so kotne ali trigonometrične funkcije.
Osnovni problem trigonometrije je razreševanje trikotnika - to pomeni računanje velikosti kotov in dolžin daljic (stranic, višin, težiščnic ipd.) v trikotniku. Najpomembnejša pravila, ki jih pri tem uporabljamo v evklidski geometriji, so:
- izrek o vsoti notranjih kotov trikotnika:

{\displaystyle \alpha +\beta +\gamma =180^{\circ }\!\,}
- sinusni izrek:

{\displaystyle {\frac {a}{\sin \alpha }}={\frac {b}{\sin \beta }}={\frac {c}{\sin \gamma }}\!\,}
- kosinusni izrek

{\displaystyle a^{2}=b^{2}+c^{2}-2bc\cos \alpha \!\,}
{\displaystyle b^{2}=a^{2}+c^{2}-2ac\cos \beta \!\,}
{\displaystyle c^{2}=a^{2}+b^{2}-2ab\cos \gamma \!\,}

## Trigonometrična razmerja
Trigonometrična razmerja so razmerja med robovi pravokotnega trikotnika. Ta razmerja so podana z naslednjimi trigonometričnimi funkcijami znanega kota A, kjer se a, b in c nanašajo na dolžine stranic na priloženi sliki:
- Sinusna funkcija (sin) je definirana kot razmerje med kotu nasprotno kateto in hipotenuzo.

{\displaystyle \sin A={\frac {\textrm {nasprotnakateta}}{\textrm {hipotenuza}}}={\frac {a}{c}}.}
- Kosinusna funkcija (cos) je definirana kot razmerje med kotu priležno kateto in hipotenuzo.

{\displaystyle \cos A={\frac {\textrm {prileznakateta}}{\textrm {hipotenuza}}}={\frac {b}{c}}.}
- Tangentna funkcija (tan) je definirana kot razmerje med kotu nasprotno kateto in kotu priležno kateto.

{\displaystyle \tan A={\frac {\textrm {nasprotnakateta}}{\textrm {prileznakateta}}}={\frac {a}{b}}={\frac {a/c}{b/c}}={\frac {\sin A}{\cos A}}.}
Recipročne vrednosti teh funkcij se imenujejo kosekans (csc), sekans (sec) in kotangens (cot):
{\displaystyle \csc A={\frac {1}{\sin A}}={\frac {\textrm {hipotenuza}}{\textrm {nasprotnakateta}}}={\frac {c}{a}},}
{\displaystyle \sec A={\frac {1}{\cos A}}={\frac {\textrm {hipotenuza}}{\textrm {prileznakateta}}}={\frac {c}{b}},}
{\displaystyle \cot A={\frac {1}{\tan A}}={\frac {\textrm {prileznakateta}}{\textrm {nasprotnakateta}}}={\frac {\cos A}{\sin A}}={\frac {b}{a}}.}

## Enotski krog in trigonometrične vrednosti
Trigonometrična razmerja je mogoče predstaviti tudi z uporabo enotskega kroga, ki ima središče v izhodišču koordinatnega sistema in polmer 1. Od pozitivnega poltraka abscisne osi odmerimo premični poltrak kota A. Točko, kjer premični poltrak seka kotomerno krožnico, označimo s točko (x,y), kjer {\displaystyle x=\cos A} in {\displaystyle y=\sin A}. Ta predstavitev omogoča izračun trigonometričnih vrednosti, kot so na primer te v spodnji tabeli 
| Funkcija  | 0                 | {\displaystyle \pi /6}         | {\displaystyle \pi /4}        | {\displaystyle \pi /3}         | {\displaystyle \pi /2} | {\displaystyle 2\pi /3}        | {\displaystyle 3\pi /4}        | {\displaystyle 5\pi /6}         | {\displaystyle \pi } |
| --------- | ----------------- | ------------------------------ | ----------------------------- | ------------------------------ | ---------------------- | ------------------------------ | ------------------------------ | ------------------------------- | -------------------- |
| sinus     | {\displaystyle 0} | {\displaystyle 1/2}            | {\displaystyle {\sqrt {2}}/2} | {\displaystyle {\sqrt {3}}/2}  | {\displaystyle 1}      | {\displaystyle {\sqrt {3}}/2}  | {\displaystyle {\sqrt {2}}/2}  | {\displaystyle 1/2}             | {\displaystyle 0}    |
| kosinus   | {\displaystyle 1} | {\displaystyle {\sqrt {3}}/2}  | {\displaystyle {\sqrt {2}}/2} | {\displaystyle 1/2}            | {\displaystyle 0}      | {\displaystyle -1/2}           | {\displaystyle -{\sqrt {2}}/2} | {\displaystyle -{\sqrt {3}}/2}  | {\displaystyle -1}   |
| tangens   | {\displaystyle 0} | {\displaystyle {\sqrt {3}}/3}  | {\displaystyle 1}             | {\displaystyle {\sqrt {3}}}    | nedefinirano           | {\displaystyle -{\sqrt {3}}}   | {\displaystyle -1}             | {\displaystyle -{\sqrt {3}}/3}  | {\displaystyle 0}    |
| sekans    | {\displaystyle 1} | {\displaystyle 2{\sqrt {3}}/3} | {\displaystyle {\sqrt {2}}}   | {\displaystyle 2}              | nedefinirano           | {\displaystyle -2}             | {\displaystyle -{\sqrt {2}}}   | {\displaystyle -2{\sqrt {3}}/3} | {\displaystyle -1}   |
| kosekans  | nedefinirano      | {\displaystyle 2}              | {\displaystyle {\sqrt {2}}}   | {\displaystyle 2{\sqrt {3}}/3} | {\displaystyle 1}      | {\displaystyle 2{\sqrt {3}}/3} | {\displaystyle {\sqrt {2}}}    | {\displaystyle 2}               | nedefinirano         |
| kotangens | nedefinirano      | {\displaystyle {\sqrt {3}}}    | {\displaystyle 1}             | {\displaystyle {\sqrt {3}}/3}  | {\displaystyle 0}      | {\displaystyle -{\sqrt {3}}/3} | {\displaystyle -1}             | {\displaystyle -{\sqrt {3}}}    | nedefinirano         |

## Trigonometrične funkcije realnih ali kompleksnih spremenljivk
Z uporabo enotskega kroga lahko razširimo definicije trigonometričnih razmerij na vse pozitivne in negativne argumente (glej trigonometrična funkcija).

### Grafi trigonometričnih funkcij
Naslednja tabela povzema lastnosti grafov šestih glavnih trigonometričnih funkcij:
| Funkcija  | Obdobje               | domena                             | Razpon                                        | Graf |
| --------- | --------------------- | ---------------------------------- | --------------------------------------------- | ---- |
| sinus     | {\displaystyle 2\pi } | {\displaystyle (-\infty ,\infty )} | {\displaystyle [-1,1]}                        |      |
| kosinus   | {\displaystyle 2\pi } | {\displaystyle (-\infty ,\infty )} | {\displaystyle [-1,1]}                        |      |
| tangens   | {\displaystyle \pi }  | {\displaystyle x\neq \pi /2+n\pi } | {\displaystyle (-\infty ,\infty )}            |      |
| sekans    | {\displaystyle 2\pi } | {\displaystyle x\neq \pi /2+n\pi } | {\displaystyle (-\infty ,-1]\cup [1,\infty )} |      |
| kosekans  | {\displaystyle 2\pi } | {\displaystyle x\neq n\pi }        | {\displaystyle (-\infty ,-1]\cup [1,\infty )} |      |
| kotangens | {\displaystyle \pi }  | {\displaystyle x\neq n\pi }        | {\displaystyle (-\infty ,\infty )}            |      |

### Inverzne trigonometrične funkcije
Ker je šest glavnih trigonometričnih funkcij periodičnih, niso injektivne in zato niso inverzibilne. Z omejevanjem definicijskega območja trigonometrične funkcije, lahko postanejo inverzibilne.
:48ff
Imena inverznih trigonometričnih funkcij, skupaj z njihovimi domenami in obsegom, najdete v naslednji tabeli::48ff:521ff
| Ime             | Običajni zapis | Definicija | Definicijsko območje x za realni rezultat | Razpon glavne vrednosti (radiani) | Razpon glavne vrednosti (stopinje) |
| --------------- | -------------- | ---------- | ----------------------------------------- | --------------------------------- | ---------------------------------- |
| Arkus sinus     | y = arcsin(x)  | x = sin(y) | −1 ≤ x ≤ 1                                | −⁠π/2⁠ ≤ y ≤⁠π/2⁠                     | −90° ≤ y ≤ 90°                     |
| Arkus kosinus   | y = arccos(x)  | x = cos(y) | −1 ≤ x ≤ 1                                | 0 ≤ y ≤ π                         | 0° ≤ y ≤ 180°                      |
| Arkus tangens   | y = arctan(x)  | x = tan(y) | vsa realna števila                        | −⁠π/2⁠ < y <⁠π/2⁠                     | −90° < y < 90°                     |
| Arkus kotangens | y = arccot(x)  | x = cot(y) | vsa realna števila                        | 0 < y < π                         | 0° < y < 180°                      |
| Arkus sekans    | y = arcsec(x)  | x = sec(y) | x ≤ −1 ali 1 ≤ x                          | 0 ≤ y <⁠π/2⁠ oz⁠π/2⁠ < y ≤ π          | 0° ≤ y < 90° ali 90° < y ≤ 180°    |
| Arkus kosekans  | y = arccsc(x)  | x = csc(y) | x ≤ −1 ali 1 ≤ x                          | −⁠π/2⁠ ≤ y < 0 ali 0 < y ≤⁠π/2⁠       | −90° ≤ y < 0° ali 0° < y ≤ 90°     |